# John Fenn
John Bennett Fenn, född 15 juni 1917 i New York i New York, död 10 december 2010 i Richmond i Virginia, var en amerikansk analytisk kemiforskare, med en doktorsgrad i kemi från 1940 och professor emeritus vid Yale University från 1907 samt professor vid Virginia Commonwealth University i Richmond, Virginia. 
Han tilldelades Nobelpriset i kemi 2002 för "sin utveckling av mjuka desorptions-jonisationsmetoder för masspektrometrisk analys av biologiska makromolekyler". Han vann inte hela priset själv, utan delade halva prissumman med Koichi Tanaka från Japan. Den andra halvan av prissumman tilldelades Kurt Wüthrich från Schweiz. Fenn avled den 10 december 2010, 93 år gammal.